# جون غرانت (لاعب دوري الرغبي)
جون غرانت (بالإنجليزية: John Grant)‏ هو لاعب دوري الرغبي أسترالي، ولد في 19 مارس 1950 في بريزبان في أستراليا.